# Shanghai Youma Kikai
Shanghai Youma Kikai (Em Japonês 上海妖魔鬼怪) é um mangá criado pela mangaká Arakawa Hiromu, mesma criadora de Fullmetal Alchemist e Stray Dog. Foi criado no ano 2000.
Conta a história de um grupo de caçadores de monstros, que numa época avançada tem que livrar a China de não-humanos (Monstros que antigamente eram humanos, mas tomam uma forma de monstros assustadores para aterrorizar a sociedade.
No ano de 2050 d.C., humanos vivem num mundo cheio de ciência e eletrônicos, mas a capital dos demônios Xangai nunca ficou livre dos demônios. Para impedir que espalhem o caos, a Corporação Taoísta de Demônios de Xangai dá duas opções para eles: voltar pacificamente ou pela força.

Personagens
Jack
Homem forte e alto. É um dos agentes que lutam na Corporação Taoísta de Demônios. Mas esconde um segredo: Antigamente era conhecido como "Jack, o estripador" por conter garras capazes de cortar qualquer coisa. É (praticamente) o personagem principal de todo o mangá.
Senhorita Diretora
Como alguns outros personagens, não possui um nome próprio, mas faz seu papel com perfeição. Uma mulher já de idade, mas com um forte gás para bater nos seus dois subordinados. Não gosta dos papéis que tem que cuidar toda vez que uma missão acaba. Então acaba deixando esse trabalho para o mais novo membro da equipe: Su-an.
Su-An
Garotinho dócil que estuda numa escola Teoísta e pede para entrar na equipe, mas só depois de provar que tem uma mente brilhante, é encarregado de cuidar da papelada do fim das missões.
Segunda Empregada
Até agora não foi nomeada. É uma garota que tem olhos que enxergam mais longe que o normal, e podem aparecer em qualquer lugar do corpo. Atua nas ruas junto com Jack.
Secretário da Polícia
Um dos inimigos de Jack em número de monstros mortos. Ele é muito competitivo e odeia quando Jack se sai melhor numa missão. Quase sempre tem que juntar um mini-exército para metralhar um monstro.